# RAMP1
RAMP1 (англ. Receptor activity modifying protein 1) – білок, який кодується однойменним геном, розташованим у людей на короткому плечі 2-ї хромосоми.  Довжина поліпептидного ланцюга білка становить 148 амінокислот, а молекулярна маса — 16 988.
| 10         |  | 20         |  | 30         |  | 40         |  | 50         |
| ---------- |  | ---------- |  | ---------- |  | ---------- |  | ---------- |
| MARALCRLPR |  | RGLWLLLAHH |  | LFMTTACQEA |  | NYGALLRELC |  | LTQFQVDMEA |
| VGETLWCDWG |  | RTIRSYRELA |  | DCTWHMAEKL |  | GCFWPNAEVD |  | RFFLAVHGRY |
| FRSCPISGRA |  | VRDPPGSILY |  | PFIVVPITVT |  | LLVTALVVWQ |  | SKRTEGIV   |

A: Аланін

C: Цистеїн

D: Аспарагінова кислота

E: Глутамінова кислота

F: Фенілаланін

G: Гліцин

H: Гістидин

I: Ізолейцин

K: Лізин

L: Лейцин

M: Метіонін

N: Аспарагін

P: Пролін

Q: Глутамін

R: Аргінін

S: Серин

T: Треонін

V: Валін

W: Триптофан

Кодований геном білок за функцією належить до рецепторів. 
Задіяний у такому біологічному процесі як транспорт. 
Локалізований у мембрані.